# Епархия Святого Фомы в Детройте
Епархия святого Фомы в Детройте (лат. Eparchia Sancti Thomas Apostoli Detroitensis Chaldaeorum) — епархия Халдейской католической церкви с центром в городе Детройт, США. Кафедральным собором епархии святого Фомы в Детройте является собор Пресвятой Девы Марии Халдеев.

## История
11 января 1982 года Римский папа Иоанн Павел II издал буллу Quo aptius, которой учредил Апостольский экзархат США для верующих Халдейской католической церкви. Первоначально Апостольский экзархат США объединял верующих, проживавших на всей территории США.
3 августа 1985 года Апостольский экзархат США был преобразован в епархию святого апостола Фомы в Детройте. 21 мая 2002 года епархия святого Фомы в Детройте передала часть своей территории новой епархии святого апостола Петра в Сан-Диего.

## Ординарии епархии
- епископ Ibrahim Namo Ibrahim (11.01.1982 — 3.05.2014)
- епископ Frank Kalabat (с 3.05.2014)

## Источник
- Annuario Pontificio, Libreria Editrice Vaticana, Città del Vaticano, 2003, ISBN 88-209-7422-3
- Булла Quo aptius  (лат.)